# المناطق الرطبة في الجزائر
قالب:صندوق معلومات محمية طبيعية
المناطق الرطبة في الجزائر من بين أهم الأماكن البيئية المنتشرة بالجزائر التي تضم حياة العديد من الحيواناتخاصة الطيور المهاجر من أوربا الشرقية والنباتات والحشرات مع تنوع بيولوجي إضافة لكونها ملجآ العديد من الزوار الذين يقمون بالسياحة البيئة التي تنشط العديد من البلديات التي تضم البحيرات أو السبخة أو المروج ومستنقعات ومن ميزة مياه المناطق الرطبة أنها تتغير من مكان لآخر فتارة هناك مياه عذبة وهناك مياه مالحة أيضا مع تفاوت في العمق الذي يصل لـ 6 أمتار.
تضم الجزائرحوالي 16 مجمعا و103 مجمع فرعي2375 منطقة رطبة 319 إصطناعية مما جعلها توقع العديد من الإتفاقيات الدولية مثل توقيع إتفاقية رامسار عام 1982والتي سمحت بتصنيف 50 منطقة رطبة 
وتشغل المناطق الرطبة مساحةتقدربـ : 167000هآ مما يلزم الجزائرعلى الحفاظ على بيئة المناطق الرطبة في إذار أبعاد التنمية المستدامة بواسطة المديرية العامة لمحافظة الغابات  التابعة لوزارة الفلاحة والتنمية الريفية بالتنسيق مع وزارة البيئة والطاقات المتجددة  كما يساهم جهازالدرك الوطني  في ردع المنتهكين والمخربين للطبيعة دون نسيان دور الحماية المدنية في التدخل السريع لحماية المناطق التي تشهد جفاف وتتعرض للحرائق بشكل مستمر

## جغرافيا
تتوزع المناطق الرطبة في انحاء الجزائر خاصة في الشمال مع وجود مناطق في الصحراء مثل وادي سوف وورقلة

## المناطق الرطبة في التشريع الجزائري
بخصوص القانون المنظم للمناطق الرطبة توجد قوانين ونصوص متفرقة تتعلق بمنع الإفراز وتفريغ كل أنواع المواد التي من شأنها تغيير حالة المياه ،كما إهتم قانون التهيئة والتعمير الذي يمنح أو يمنع رخص اليناء التي من شأنها تضر بالمنطقة الرطبة .
ويعد قانون02/11 المتعلق بالمجالات الطبيعية الذي يصنفها ويقسمها لنص المادة 14 الذي يذكر كل من:
1. مسطح المياه
2. السهول المعرض للفيضان
3. الحوض المائي

أما مديرية العامة للغابات فتسعى لتحقيق العديد من الأهداف مثل:
- الجرد الشامل للمناطق الرطبة
- تكوين إطارات لتسيير المناطق الرطبة
- التصنيف الوطني لكل المحميات الطبيعية مثل محميات الطيور ومحيات الصيد .
- تكييف النصوص القانونية للمحافظة على المحميات وفق أبعاد التنمية المستدامة
- التعاون الدولي سواء مع الهيئات الدولة أو المنظمات الغير الحكومية

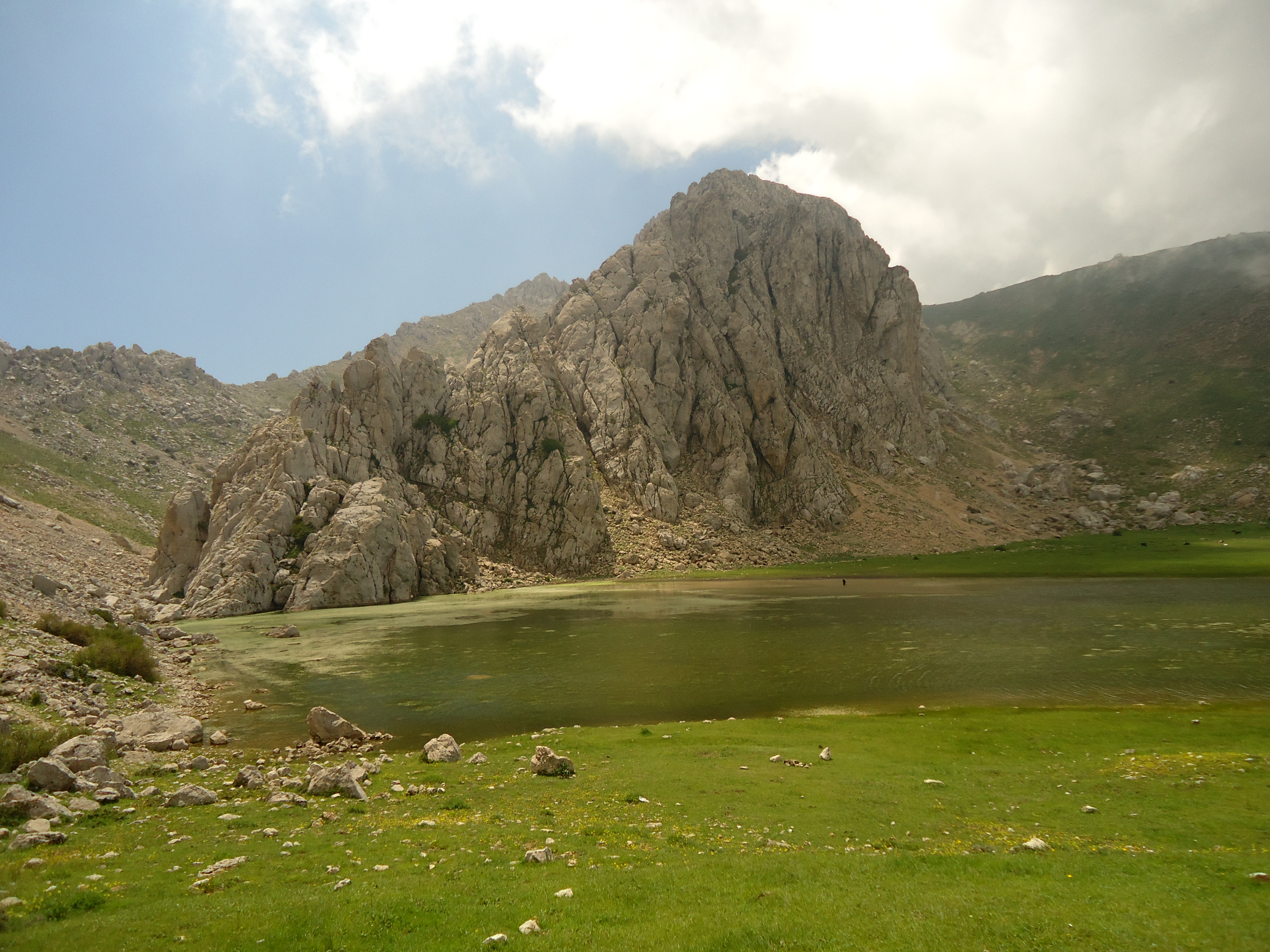
منطقة رطبة بجرجرةروافد وادي الشلف أكبر أودية الجزائر جزيرة رشقون

## المناطق الرطبة في الجزائر المصنفة
| 01 | الشطوط     | 13 |
| 02 | البحيرات   | 11 |
| 03 | السبخات    | 05 |
| 04 | القلتة     | 05 |
| 05 | واحات      | 03 |
| 06 | القرعة     | 05 |
| 07 | واد        | 05 |
| 08 | كهف ومغارة | 02 |
| 09 | مستنقع     | 03 |
| 10 | ضاية       | 01 |
| 11 | المروج     | 1  |
|    | المجموع    | 50 |

### أهم المواقع المصنفة لدى رامسار
- بحيرة الرغاية
- بحيرة الملاح
- بحيرة فتزارة
- جزيرة رشقون
- سبخة الزمول
- سبخة مالح
- سبخة وهران
- شط البيضاء - حمام السخنة
- شط الحضنة
- شط الشرقي
- شط تينسيلت
- شط سيدي سليمان
- شط ملغيغ
- طاسيلي ناجر
- غار بومعزة
- وادي الصومام
- وادي تابلوط
- سبخة زاغز الشرقي
- سبخة زاغز الغربي
- المنطقة الرطبة المقطع

## تهديدات
تشهد المناطق الرطبة العديد من التهديدات التي من شأنها بمساس من إستمرارية وجودها أو وجود الثروة الحيوانية بها وذلك راجع للعديد من العوامل أبرزها:
- الجفاف الذي بات يهدد العديد من المناطق الرطبة إذ تسبب في تقلص مساحتها
- التلوث البيئي والإفراز العشوائي للمياه الملوثة[14]
- التوسع العمراني على حساب المناطق الرطبة
- إنشاء مشاريع عملاقة مثل الطريق السيار شرق غرب خاصة بمنطقة القالة [15]
- الطمي الناتج عن عوامل التعرية
- إستنزاف الفلاحين مياه البحيرات في سقي الأراضي

## إتفاقيات دولية
- 1982 :إتفاقية رامسار
- 1995:إتفاقية wet medy

## معرض صور

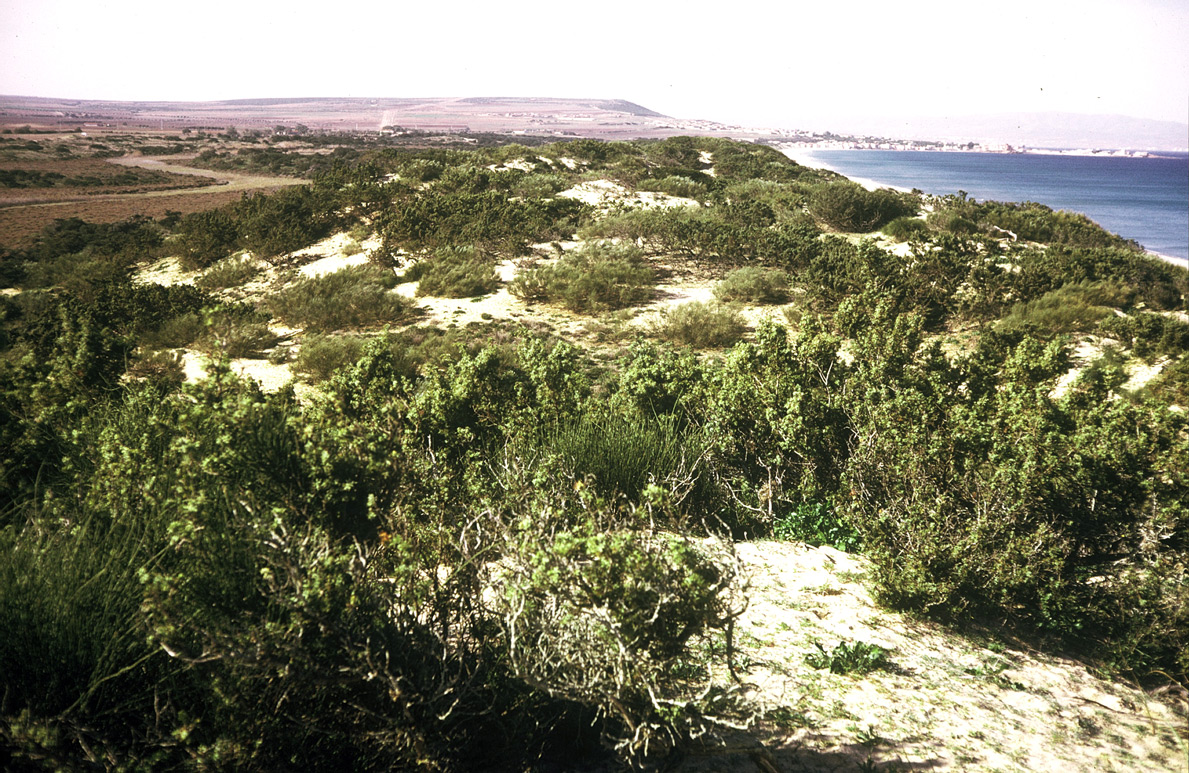
بحيرة المدية
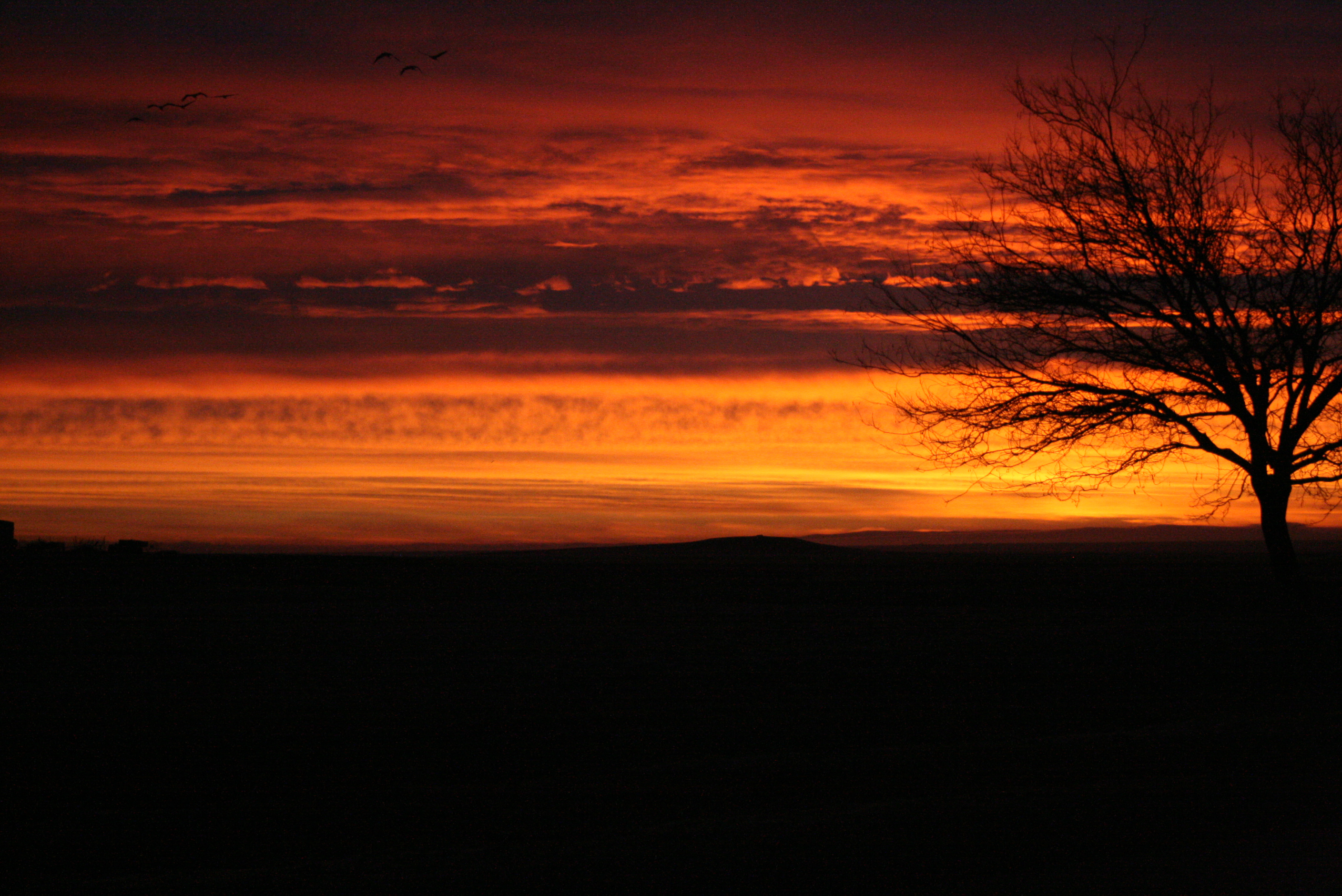
ضاية الفرد
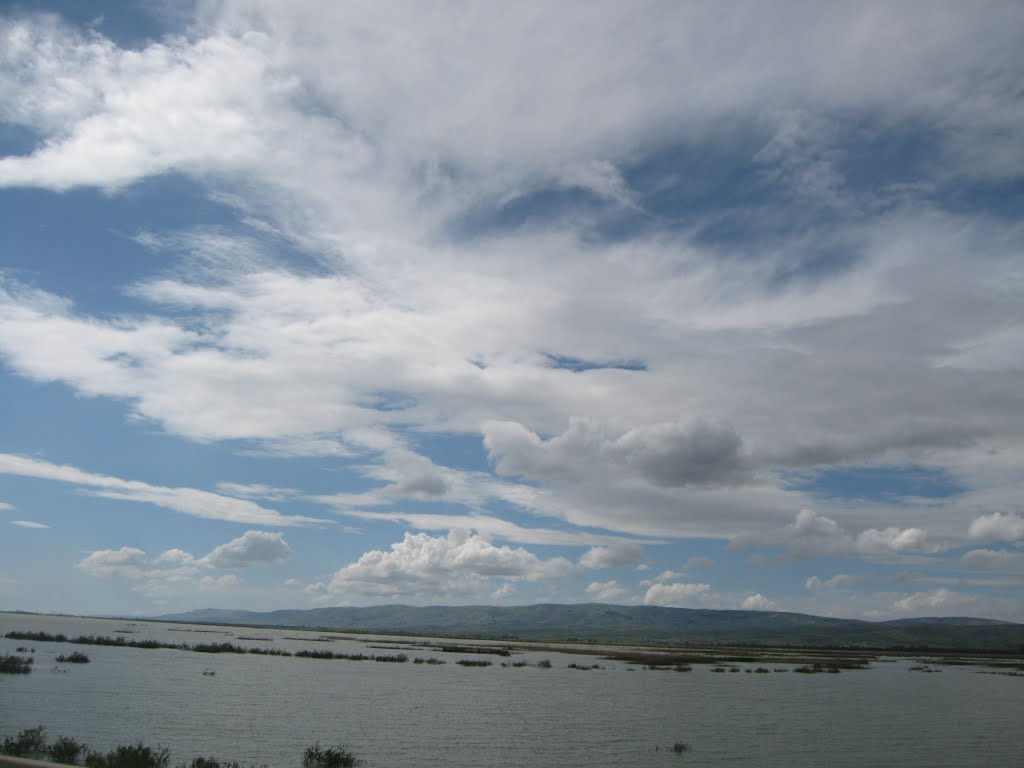
سد مرجة سيدي عابد
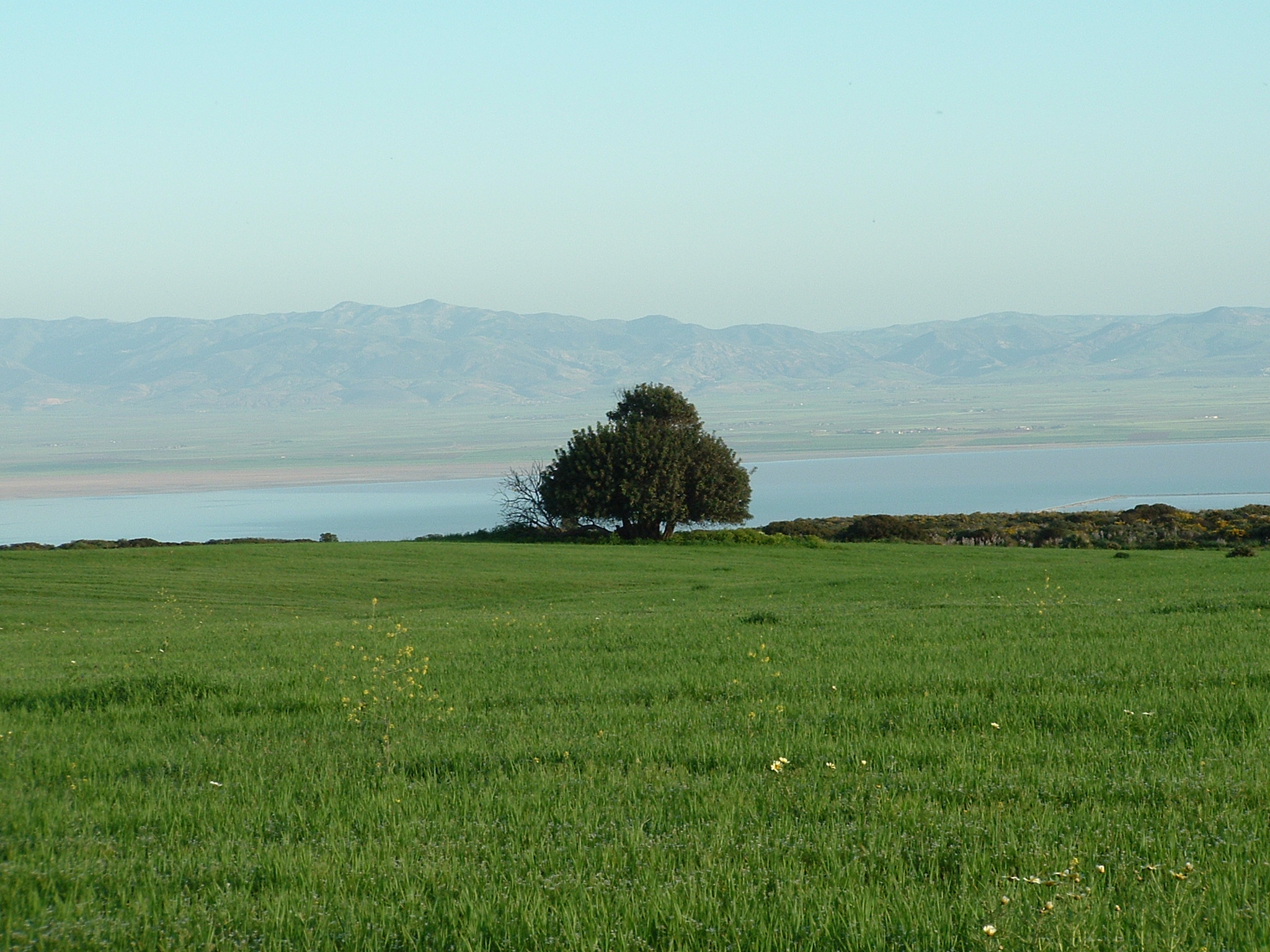
سبخة وهران
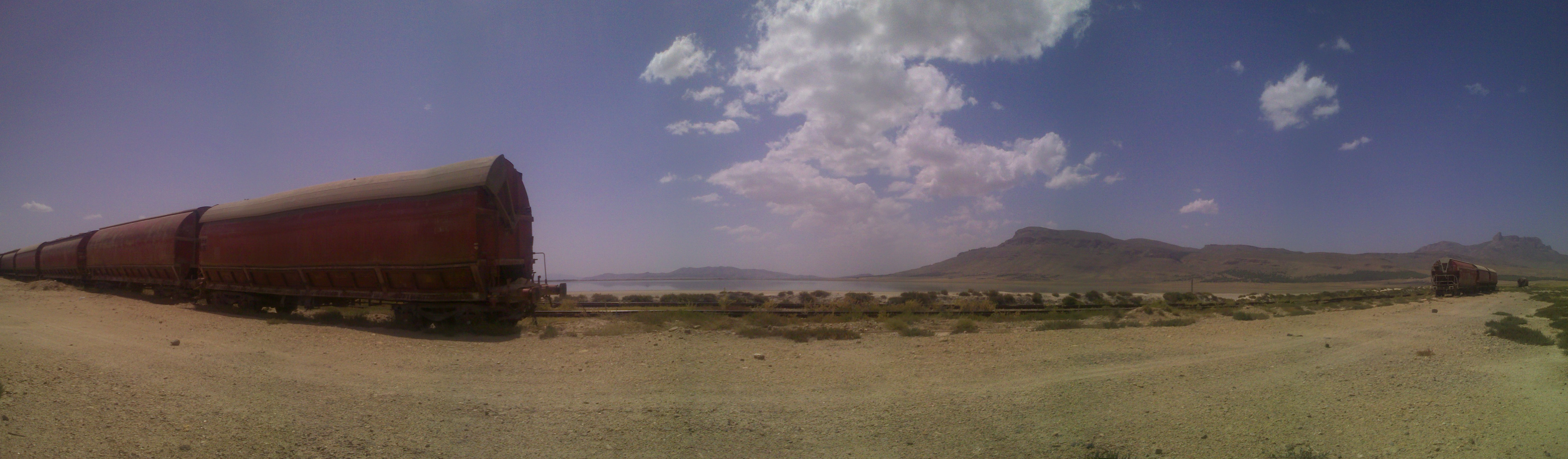
سبخة الزمول
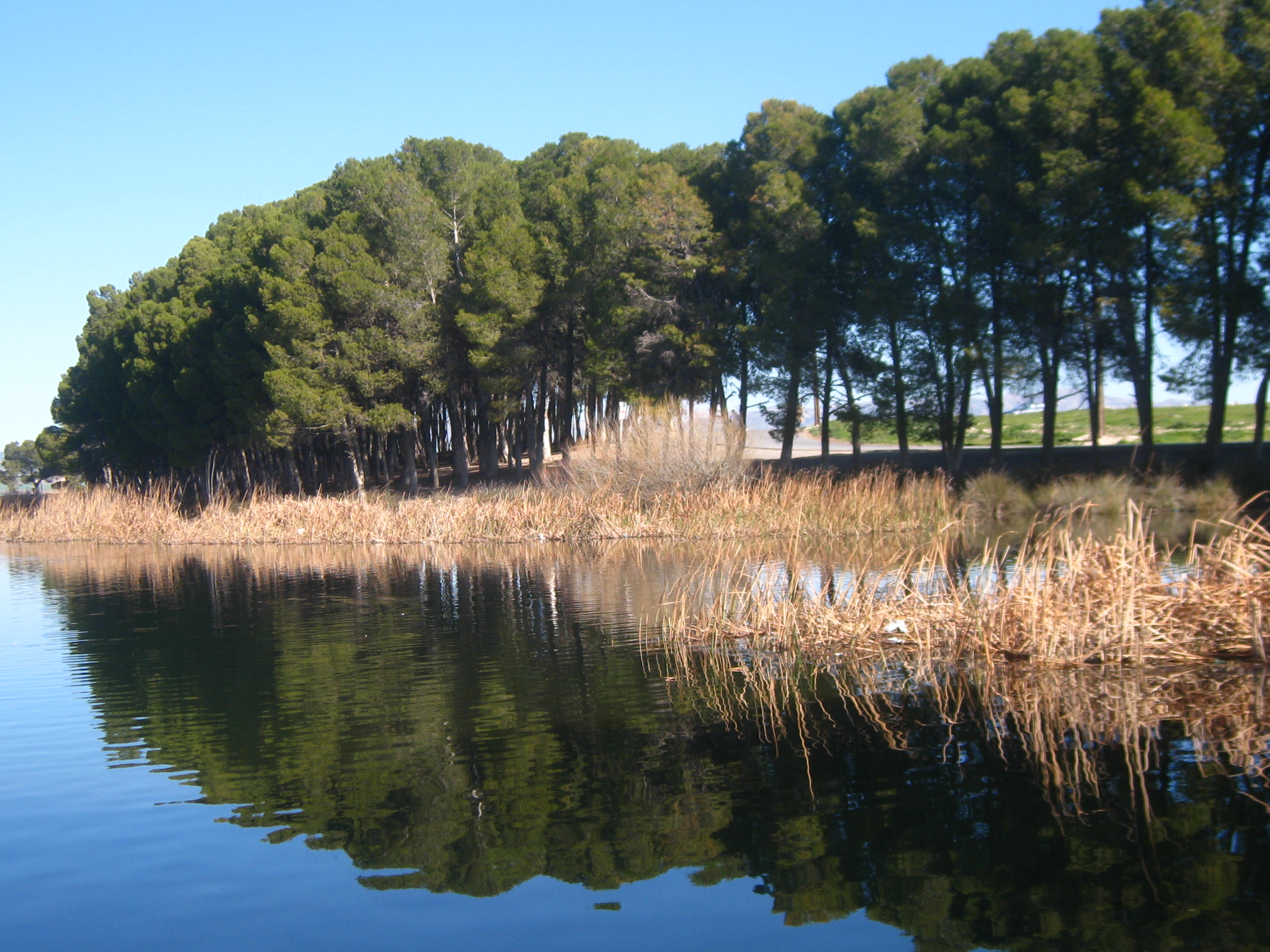
بحيرة سيدي امحمد بن علي
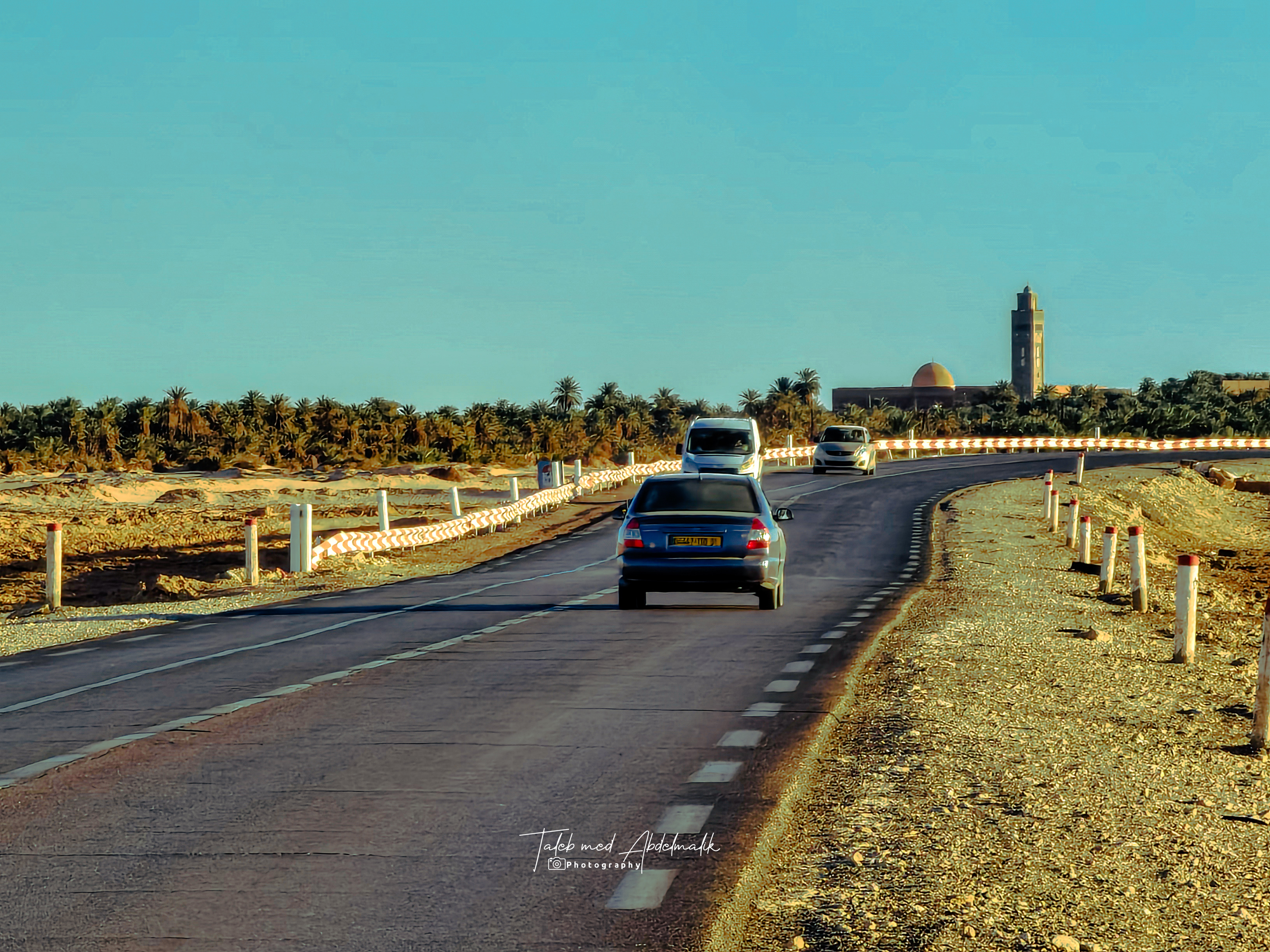
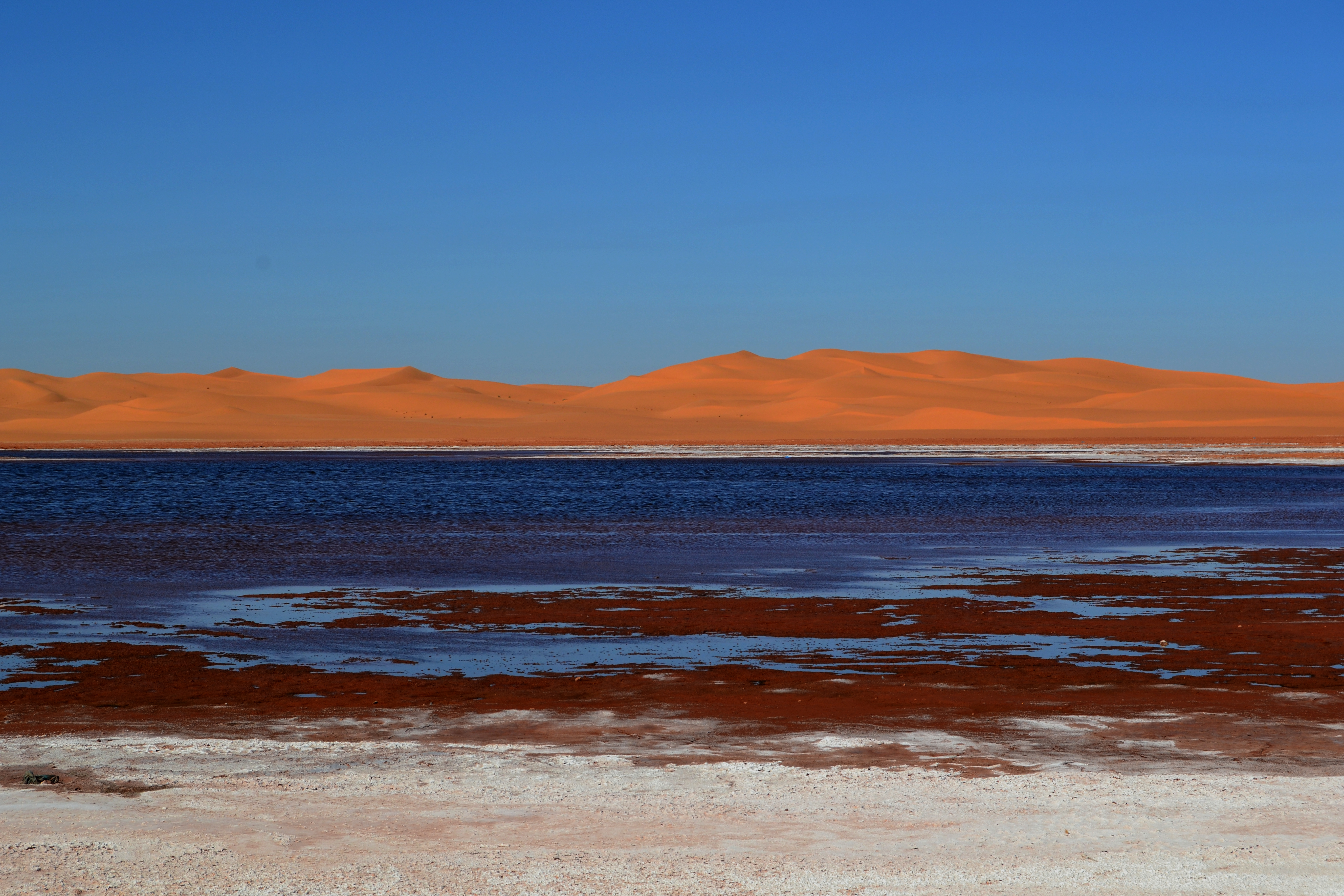
سبخة تيميمون
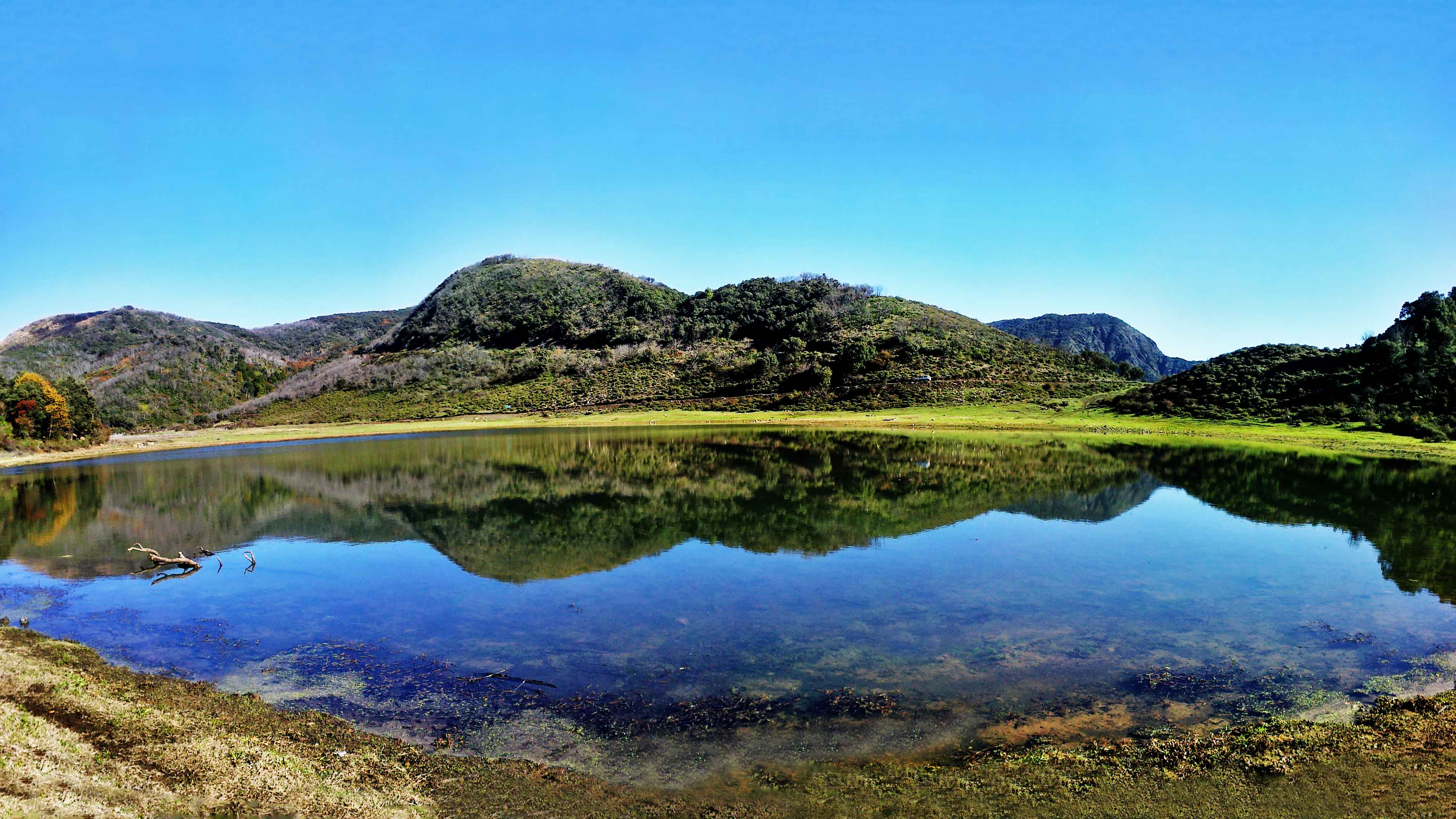
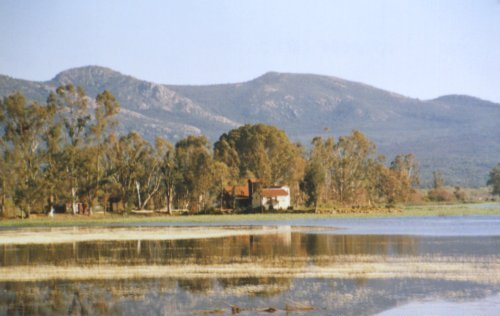
الحظيرة الوطنية القالة
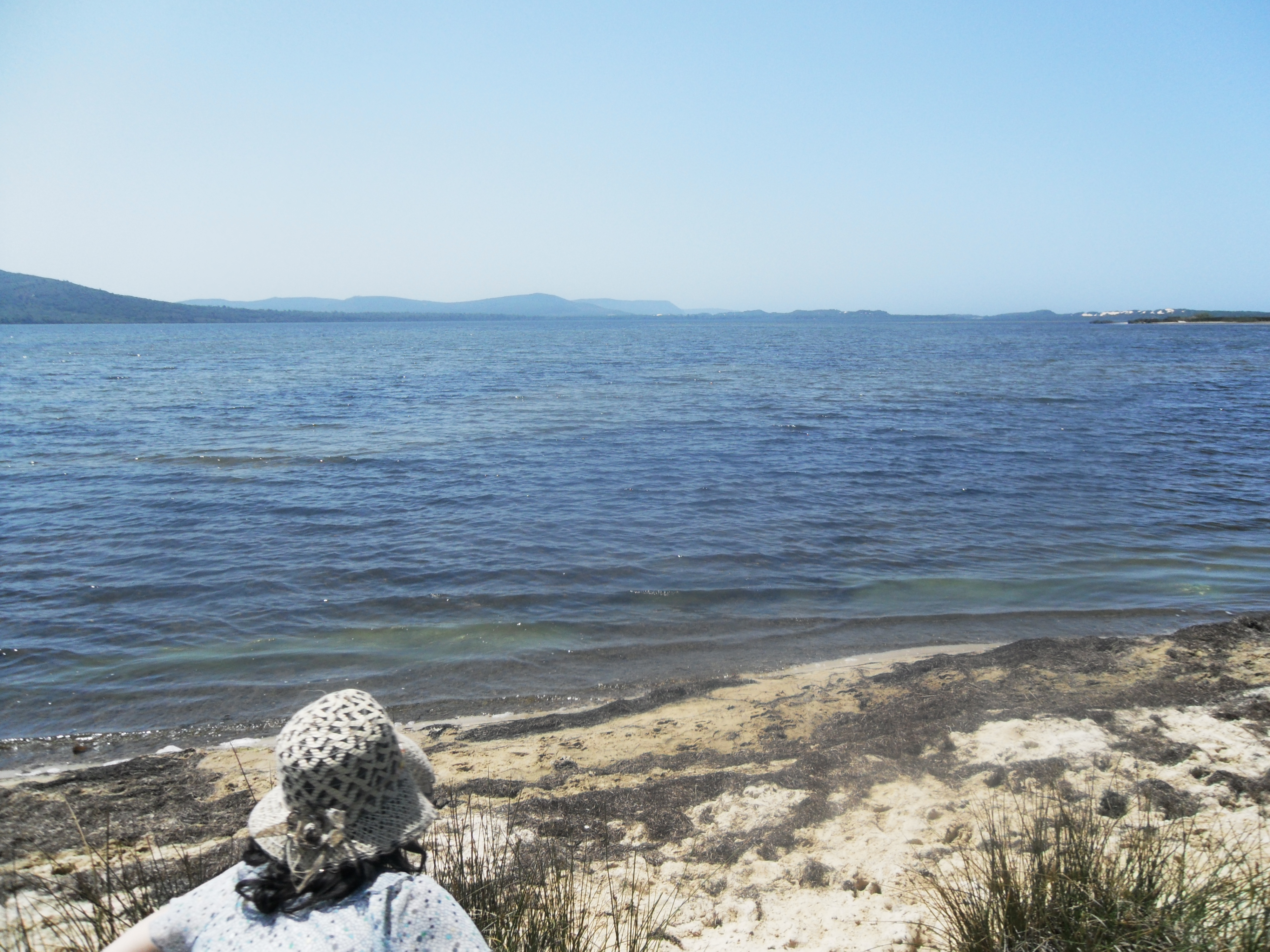
البحيرة الزرقاء القالة
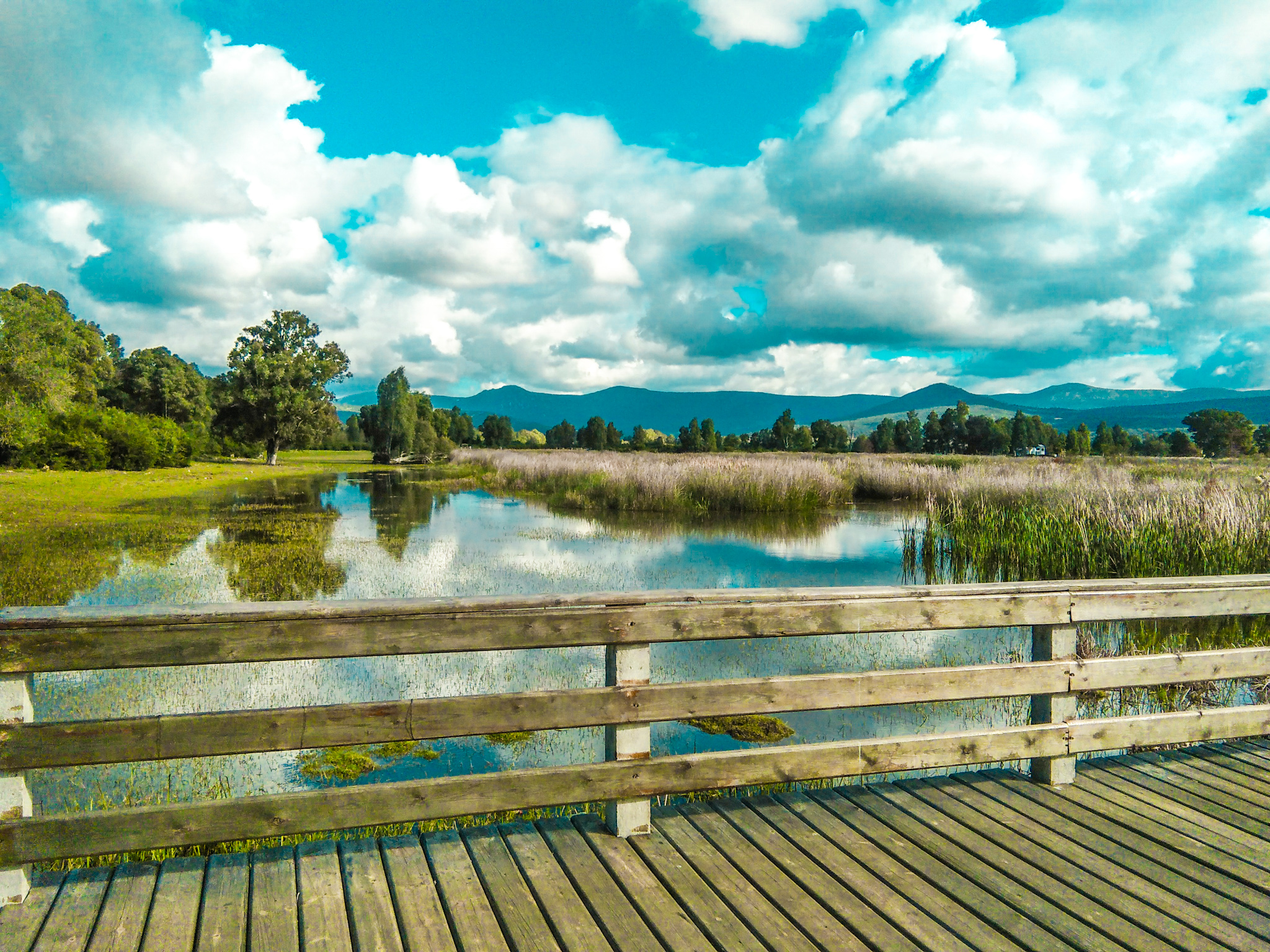
بحيرة طونقا

## وصلةخارجية
- المناطق الرطبة في الجزائر
- قانون المياه الجزائر